# Sûre frontalière
Sûre frontalière este o arie protejată (arie specială de conservare — SAC, sit de importanță comunitară — SCI, arie de protecție specială avifaunistică — SPA) din Belgia întinsă pe o suprafață de 156,41 ha, integral pe uscat.

## Localizare
Centrul sitului Sûre frontalière este situat la coordonatele 49°52′00″N 5°45′16″E / 49.866598°N 5.754495°E.

## Înființare
Situl Sûre frontalière a fost declarat arie de protecție specială avifaunistică în iulie 2015 pentru a proteja 2 specii de plante și 13 specii de animale. Alte tipuri de protecție:
- sit de importanță comunitară (în octombrie 2002)
- arie specială de conservare (în iulie 2015)[1][3][4]

## Biodiversitate
Situată în ecoregiunea continentală, aria protejată conține 10 habitate naturale: Ape stătătoare oligotrofe până la mezotrofe, cu vegetație de Littorelletea uniflorae și/sau de Isoëto-Nanojuncetea, Lacuri eutrofice naturale cu vegetație de tip Magnopotamion sau Hydrocharition, Cursuri de apă de la nivel de câmpie la nivel montan, cu vegetație Ranunculion fluitantis și Callitricho-Batrachion, Pajiști uscate europene, Liziere de ierburi înalte hidrofile de câmpie și de nivel montan până la alpin, Fânețe de joasă altitudine (Alopecurus pratensis, Sanguisorba officinalis), Păduri de fag Luzulo-Fagetum, Păduri de stejar sau de stejar și carpen sub-atlantice și medio-europene de Carpinion betuli, Păduri pe pante, grohotișuri și ravene de Tilio-Acerion, Păduri aluvionare cu Alnus glutinosa și Fraxinus excelsior (Alno-Padion, Alnion incanae, Salicion albae).
La baza desemnării sitului se află mai multe specii protejate:
- plante (2): Bromus grossus, Trichomanes speciosum
- păsări (6): pescăruș albastru (Alcedo atthis), barză neagră (Ciconia nigra), ciocănitoare neagră (Dryocopus martius), sfrâncioc roșiatic (Lanius collurio), sfrâncioc mare (Lanius excubitor), gaia roșie (Milvus milvus)
- mamifere (2): liliac comun (Myotis myotis), liliacul mare cu potcoavă (Rhinolophus ferrumequinum)
- nevertebrate (2): Lycaena helle, Unio crassus
- pești (3): zglăvoacă (Cottus gobio), cicar (Lampetra planeri), Rhodeus sericeus

Pe lângă speciile protejate, pe teritoriul sitului au mai fost identificate 3 specii de plante, 4 specii de mamifere.